# Music of the Sun
Music of the Sun este albumul de debut al cântăreței de origine barbadiană Rihanna. Discul conține compoziții de Evan Rogers, Carl Sturken, Stargate și Trackmasters.  Albumul a debutat pe treapta a zecea în clasamentul Billboard 200, fiind comercializat în 69,000 de exemplare în săptămâna lansării. Ulterior Music of the Sun a primit discul de aur în S.U.A., fapt care denotă 500,000 de exemplare vândute, iar pe plan internațional discul a fost comercializat în peste 2,5 milioane de copii.
Având origini caraibiene, muzica Rihannei a fost introdusă în categoria raggae sau soca, iar albumul Music of the Sun a primit recenzii mixte. În ciuda succesului pe plan comercial, Music of the Sun a primit doar două stele și jumătate din cinci din partea reviestei americane Rolling Stone care critica albumul, numindu-l „lipsit de ingeniozitate, dar un disc care conține muzică R&B «marcată» de șarmul caraibian al Rihannei.” „...un album care nu duce lipsă de valoare, naturalețe și ritm”. Recenzorul Sal Cinquemani remarca mixtura de muzică dancehall și R&B prezentă pe albumul interpretei și aseamănă piesa „Pon de Replay”, din punct de vedere al ritmului, cu unul dintre șlagărele lui Beyoncé Knowles, „Baby Boy”.
Acesta conține doisprezece melodii și un remix pentru single-ul Pon de Replay. Single-urile extrase de pe acest album sunt „Pon de Replay”, „If It's Lovin' That You Want” și „Let Me” (ediție limitată numai pentru Japonia). Acestea au propulsat Music of the Sun până pe poziția cu numărul 10 a topului Billboard 200. Albumul a fost vândut în 500.000 de exemplare în S.U.A. și 2 milioane pe plan mondial (dintre care aproximativ 70.000 în prima săptămână de după lansarea acestuia). Pentru promovarea albumului, Rihanna a cântat în deschiderea concertelor lui Gwen Stefani.
Într-un interviu acordat revistei AskMen, când Rihanna a fost întrebată despre natura albumului ea a declarat că acesta a fost lansat foarte repede după ce a fost descoperită acasă (de către Evan Rogers), albumul reprezentând un portret al său, care o întruchipează ca pe o fată dint-o zonă mică care a venit într-o țară mare, odată cu debutul său, și că lansarea celui de-al doilea album al său la scurt timp după primul demonstrează că, în timp ce a rămas în această țară (S.U.A.) a crescut destul pentru a lansa alt album.

## Ordinea pieselor pe disc
Versiunea standard
1. „Pon de Replay” — 4:06
2. „Here I Go Again” (împreună cu J-Status) — 4:11
3. „If It's Lovin' that You Want” — 3:28
4. „You Don't Love Me (No, No, No)” (împreună cu Vybz Kartel) — 4:20
5. „That La, La, La” — 3:45
6. „The Last Time” — 4:53
7. „Willing to Wait” — 4:37
8. „Music of the Sun” — 3:56
9. „Let Me” — 3:56
10. „Rush” (împreună cu Kardinal Offishall) — 3:09
11. „There's a Thug in My Life” (împreună cu J-Status) — 3:21
12. „Now I Know” — 5:01

Cântece bonus
- „Pon de Replay” (remix împreună cu Elephant Man) — 3:37
- „Should I?” (împreună cu J-Status) — 3:06
- „ Hypnotized” — 4:15